# Sonja van Beek
Sonja van Beek (1973) is een Nederlands violiste. 

## Opleiding
Van Beek studeerde aan het Sweelinck Conservatorium in Amsterdam bij Davina van Wely. Ze behaalde in 1996 haar UM diploma met onderscheiding. Daarna studeerde ze verder bij Thomas Brandis aan de Hochschule der Künste in Berlijn en volgde ze masterclasses bij Viktor Tretiakov, Boris Belkin, Herman Krebbers, Viktor Liberman en Igor Ozim. 

## Prijzen en onderscheidingen
Van Beek won tweemaal de eerste prijs op de Iordens Viooldagen (1986 en 1988). Ze won het Prinses Christina Concours in 1988, en het eerste Davina van Wely Vioolconcours in 1991. In 1993 won ze het Nationaal Vioolconcours Oskar Back.

## Activiteiten
Sonja van Beek soleerde onder andere bij het Nationaal Jeugdorkest, het Residentie Orkest, het Rotterdams Philharmonisch Orkest, Het Gelders Orkest, het Nederlands Studenten Kamerorkest, het UvA-Orkest J. Pzn Sweelinck en orkesten in Duitsland en Zuid-Amerika. 
Van Beek speelde op de Salzburger Festspiele, op het Orlando Festival en het Euregio Muziek Festival. Van Beek werkte mee aan een muziektheaterproductie van de Toneelgroep Amsterdam onder leiding van Gerardjan Rijnders. 
Van Beek is ook actief in de kamermuziek. Ze speelt met cellist Johan van Iersel en pianist Jeroen Bal in een pianotrio onder de naam Escher Trio, dat tournees maakte door Duitsland en de Verenigde Staten. In 2002 wonnen ze een prijs op het internationale ARD concours. Ze vormt duo's met pianist Maurice Lammerts van Bueren en met de Duitse pianist Andreas Frölich. Verder speelt ze in de Salzburg Chamber Soloists, het NOG Ensemble en EnsembleCaméléon.
Sinds 2008 is Van Beek docente viool en kamermuziek aan het Prins Claus Conservatorium te Groningen.

## Cd-opnamen
Met Andreas Frölich nam Van Beek twee cd's op met muziek van Enrique Granados, Joaquín Turina en Erich Korngold. Verder maakte ze een cd gemaakt met tango's van Ástor Piazzolla.

## Instrument
Van Beek speelt op een instrument gebouwd door Santo Seraphin (Venetië, 1750), die haar ter beschikking is gesteld door het Nationaal Instrumenten Fonds.
- Gemeinsame Normdatei: 134932986
- Virtual International Authority File: 79863849
- WorldCat: E39PBJtX7TRJrvMT6cmBYJCYT3